# Stéphane d'Ascoli
Stéphane d'Ascoli est un physicien et vulgarisateur scientifique français spécialisé dans l'intelligence artificielle. Il est actuellement chercheur à Meta AI, travaillant dans l'équipe Brain et AI.

## Biographie
- 2022 : Doctorat en intelligence artificielle,École normale supérieure, Paris
- 2018 : Maîtrise en physique théorique, École normale supérieure, Paris
- 2016 : Licence en physique, École normale supérieure, Paris

## Prix et distinctions
- 2022 : Prix Roberval pour Voyage au cœur de l'atome : la physique quantique en dix innovations spectaculaires, Stéphane d'Ascoli, Adrien Bouscal, Paris : First Editions

## Publications
- Ascoli, Stéphane d', L'intelligence artificielle en 5 minutes par jour, First Éditions, 2024, 160 p. (ISBN 978-2-412-09827-1).
- Ascoli, Stéphane d' et Bouscal, Adrien, Voyage au coeur de l'atome : la physique quantique en dix innovations spectaculaires, First Éditions, 2022, 213 p. (ISBN 978-2-412-07844-0).
- Ascoli, Stéphane d' et Touati, Arthur, Voyage au coeur de l'espace-temps : de la théorie de la relativité aux mystères du cosmos, First Éditions, 2021, 226 p. (ISBN 978-2-412-06625-6).
- Ascoli, Stéphane d', L'intelligence artificielle en 5 minutes par jour, First Éditions, 2020, 160 p. (ISBN 978-2-412-05984-5).
- Ascoli, Stéphane d', Comprendre la révolution de l'intelligence artificielle, First Éditions, 2020, 189 p. (ISBN 978-2-412-05591-5).